# Nate Wolters
Nate Wolters (Saint Cloud, 15 maggio 1991) è un ex cestista statunitense, professionista nella NBA e in Europa.

## Carriera
Dopo quattro stagioni in NCAA con i South Dakota State Jackrabbits, di cui l'ultima chiusa con oltre 22 punti di media, viene scelto alla trentottesima chiamata del Draft 2013 dai Washington Wizards; nello stesso giorno viene prima ceduto ai Philadelphia 76ers ed infine ai Milwaukee Bucks. Il 20 marzo 2014 si è fratturato la mano sinistra in una partita con i Golden State Warriors, terminando così anzitempo la sua stagione da rookie.
L'anno seguente ha giocato con meno continuità, venendo anche ceduto a stagione in corso ai New Orleans Pelicans, che l'hanno poi tagliato; ha chiuso la stagione giocando 12 partite in NBDL con i Grand Rapids Drive.
Nella stagione 2015-16 gioca in Turchia con il Beşiktaş che lascia anticipatamente nel marzo 2016 con una media di 11,6 punti e 5,3 assist e 4,6 rimbalzi nel campionato turco e 15,6 punti in Eurocup. Nell'estate 2016 partecipa alla NBA Summer League con gli Indiana Pacers.

## Statistiche

### College
| Anno      | Squadra          | PG  | PT  | MP   | TC%  | 3P%  | TL%  | RP  | AP  | PRP | SP  | PP   |
| --------- | ---------------- | --- | --- | ---- | ---- | ---- | ---- | --- | --- | --- | --- | ---- |
| 2009-2010 | SDSU Jackrabbits | 29  | 11  | 24,2 | 38,1 | 35,8 | 83,1 | 3,5 | 2,9 | 1,2 | 0,3 | 10,1 |
| 2010-2011 | SDSU Jackrabbits | 31  | 31  | 33,2 | 44,8 | 40,8 | 79,6 | 4,6 | 6,1 | 1,3 | 0,2 | 19,5 |
| 2011-2012 | SDSU Jackrabbits | 34  | 34  | 35,8 | 44,8 | 24,1 | 78,3 | 5,1 | 5,9 | 1,7 | 0,1 | 21,2 |
| 2012-2013 | SDSU Jackrabbits | 33  | 33  | 38,1 | 48,5 | 37,9 | 81,3 | 5,6 | 5,8 | 1,7 | 0,1 | 22,3 |
| Carriera  | Carriera         | 127 | 109 | 33,1 | 45,0 | 34,2 | 80,3 | 4,7 | 5,3 | 1,5 | 0,2 | 18,5 |

### NBA

#### Regular Season
| Anno      | Squadra         | PG | PT | MP   | TC%  | 3P%  | TL%  | RP  | AP  | PRP | SP  | PP  |
| --------- | --------------- | -- | -- | ---- | ---- | ---- | ---- | --- | --- | --- | --- | --- |
| 2013-2014 | Milwaukee Bucks | 58 | 31 | 22,6 | 43,7 | 29,0 | 65,6 | 2,6 | 3,2 | 0,6 | 0,3 | 7,2 |
| 2014-2015 | Milwaukee Bucks | 11 | 0  | 12,9 | 38,7 | 0,0  | 25,0 | 1,5 | 0,9 | 0,5 | 0,0 | 2,3 |
| 2014-2015 | N.O. Pelicans   | 10 | 0  | 10,5 | 30,8 | 0,0  | 50,0 | 1,8 | 1,1 | 0,3 | 0,2 | 1,7 |
| 2017-2018 | Utah Jazz       | 5  | 0  | 3,8  | 16,7 | -    | -    | 0,4 | 0,2 | 0,0 | 0,0 | 0,4 |
| Carriera  | Carriera        | 84 | 31 | 18,8 | 42,3 | 26,1 | 63,5 | 2,2 | 2,5 | 0,5 | 0,2 | 5,5 |

### Eurolega
| Anno      | Squadra          | PG  | PT | MP   | TC%  | 3P%  | TL%  | RP  | AP  | PRP | SP  | PP   |
| --------- | ---------------- | --- | -- | ---- | ---- | ---- | ---- | --- | --- | --- | --- | ---- |
| 2016-2017 | Stella Rossa     | 27  | 1  | 15,1 | 43,5 | 38,0 | 78,1 | 2,1 | 2,2 | 0,7 | 0,0 | 7,1  |
| 2018-2019 | Žalgiris Kaunas  | 28  | 19 | 22,9 | 51,2 | 36,8 | 69,4 | 2,8 | 3,8 | 0,8 | 0,0 | 11,2 |
| 2019-2020 | Maccabi Tel Aviv | 15  | 11 | 19,3 | 46,5 | 30,3 | 50,0 | 1,8 | 2,7 | 0,4 | 0,0 | 7,5  |
| 2021-2022 | Stella Rossa     | 31  | 31 | 23,7 | 50,0 | 35,9 | 62,5 | 2,6 | 3,6 | 0,7 | 0,1 | 10,9 |
| 2022-2023 | Panathīnaïkos    | 23  | 17 | 21,2 | 44,6 | 35,2 | 83,3 | 2,3 | 2,9 | 0,7 | 0,1 | 7,9  |
| Carriera  | Carriera         | 124 | 79 | 20,6 | 47,9 | 35,7 | 68,7 | 2,4 | 3,1 | 0,7 | 0,1 | 9,2  |

## Palmarès

### Squadra
- Campionato serbo: 1

Stella Rossa Belgrado: 2016-17
- Campionato lituano: 1

Žalgiris Kaunas: 2018-19
- Coppa di Serbia: 2

Stella Rossa Belgrado: 2017, 2022
- Lega Adriatica: 2

Stella Rossa Belgrado: 2016-17, 2021-22

### Individuale
- NCAA AP All-America Third Team (2013)
- MVP Coppa di Serbia: 1

Stella Rossa: 2022